# Strantz (Adelsgeschlecht)

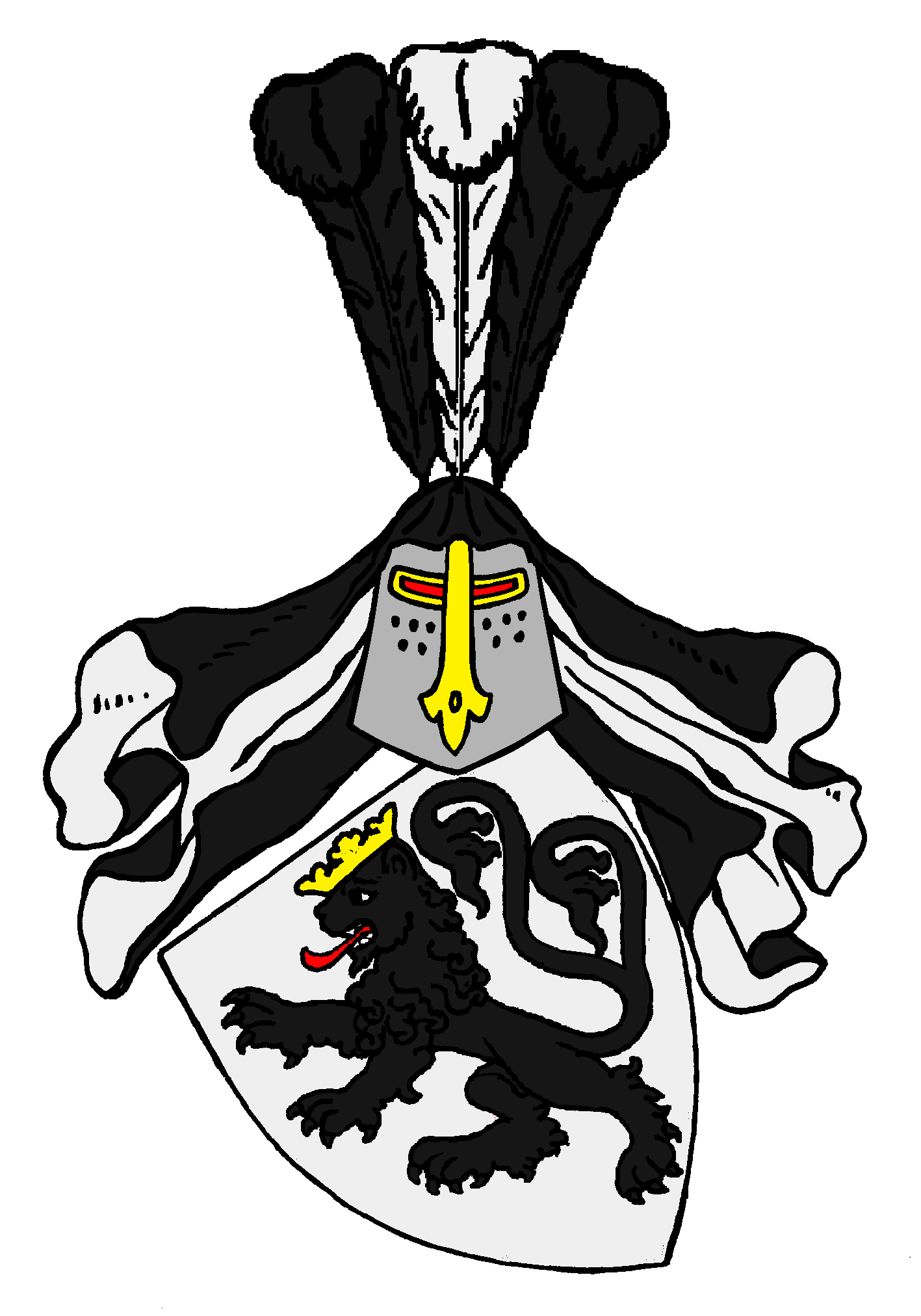
Stammwappen der Strantz

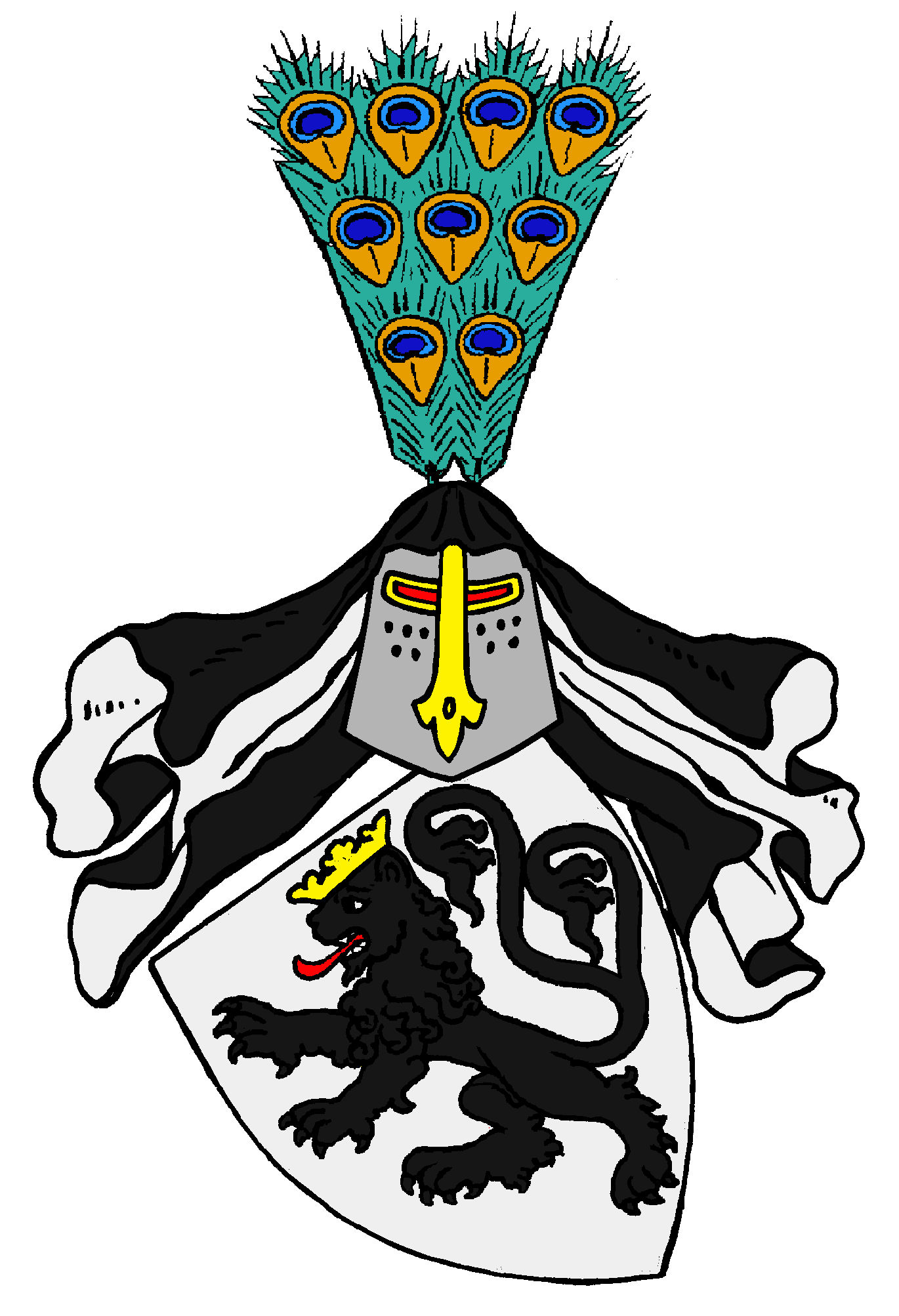
Wappen der Strantz, Petersdorfer Zweig

Strantz (auch Stranz, Stranze oder Stranzen) ist der Name eines alten brandenburgischen Adelsgeschlechts. Die Herren von Strantz gehören zum märkischen Uradel.
Der Name ist vermutlich slawischen Ursprungs.

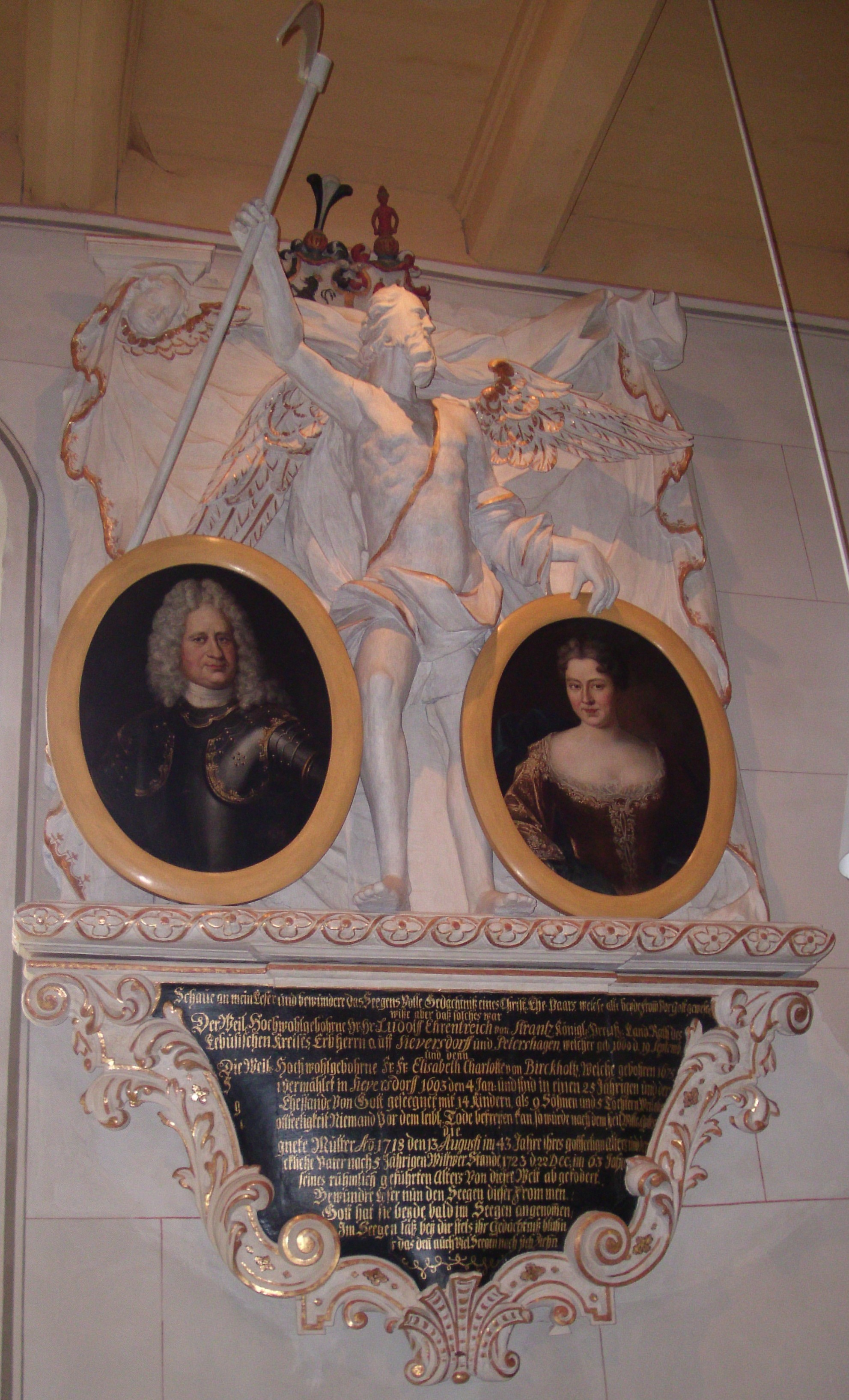
Ludolf Ehrentreich von Strantz (1660–1723) und dessen Ehefrau Elisabeth Charlotte, geb. von Birckholz (1675–1718)

## Herkunft
Die von Strantz finden sich seit 1120 mit der mit Ekkehard von Tüllstedt beginnenden Stammreihe als edelfreies Thüringer Geschlecht, das mit Hermann, Burggrafen von Leisnig, 1210 sich den Beinamen Strantz von Tüllstedt (Döllstädt bei Langensalza) für einen Zeitraum von etwa 100 Jahren zulegt, als sie in Brandenburg noch fehlen. Die thüringischen Urkunden schließen direkt an die brandenburgischen an. Später, als das Geschlecht in Thüringen Ende des 14. Jahrhunderts erlischt und in der Mark um 1325 auftaucht, wird der Name Strantz weitergeführt. In Anhalt wurden sie 1224 als Brandenburger benannt.

## Geschichte
Die von Strantz blieben auf ihren Besitzungen in Sieversdorf, Petersdorf und Petershagen bis Ende des 18. Jahrhunderts nachweislich.
Begründet wurde das Alte Haus in Brandenburg durch
- Hermann Strantz von Lebus urkundlich bereits 1325 als markgräflicher Ritter, Burggesessener und Herr mehrerer Schlösser.
- Im Jahre 1338 findet sich die erste Erwähnung von Kuntze (Konrad), genannt Strantz von Lebus,
- von Heinrich auf Sieversdorf und Petersdorf erfährt man erstmals 1393, es folgen
- Hermann auf Sieversdorf und Petersdorf (1416),
- Kuntze auf Petersdorf, Sieversdorf und Briesen († 1443),
- Heinrich auf Sieversdorf und Briesen († 1495) und
- Bartholomäus (Berthold) von Strantz, auf Sieversdorf und Petershagen († 1556).
- Heinrich auf Sieversdorf und Beerfelde († 1591) war bis 1577 auch auf Petershagen.
- Otto auf Sieversdorf und Petershagen († 1625),
- Friedrich auf Sieversdorf und Petershagen (1601–1671).
- Ludolf Ehrenreich auf Sieversdorf, Petersdorf und Petershagen, Landrat des Kreises Lebus (1660–1723)

Die Söhne des Ludolf Ehrentreich, Karl Ernst von Strantz, geboren zu Sieversdorf am 15. April 1707 und Albrecht Ehrenreich von Strantz, geboren zu Sieversdorf am 1. Februar 1711, werden die Begründer zweier neuer Linien:
- Karl Ernst von Strantz begründet das Haus Barckow (heute Barkowo) im Kreis Greifenberg in Pommern.
- Albrecht Ehrenreich von Strantz begründet das Haus Petershagen.

Am 27. Januar 1847 wurde ein neues Haus begründet. Karl Julius Strantz, Geheimer Finanzrat zu Berlin (1801–1880) erhielt die Anerkennung und Erneuerung des Adelsstandes.
Elisabeth von Doberschütz, eine geborene von Strantz († 17. Dezember 1591) wurde als Hexe auf dem Stettiner Heumarkt enthauptet und vor den Toren der Stadt verbrannt.

## Wappen
Die Familie Strantz führt einen schwarzen, aufrecht stehenden, gekrönten, doppelt geschwänzten Löwen mit herausgestreckter Zunge in silbernem Felde und einen (gekrönten) Helm mit 3 Federn. Die Federn der Sieversdorfer-Petershagener sind aus Straußenfedern beider Farben. Die Petersdorfer tragen Pfauenfedern.

## Bekannte Familienmitglieder
- Elisabeth von Doberschütz, geborene von Strantz († 1591), in einem Hexenprozess verurteilt und auf dem Stettiner Heumarkt enthauptet
- Ludolf Ernst von Strantz (1651–1732), Landrat des Kreises Oberbarnim, Domherr zu Brandenburg
- Ludolf von Strantz (1660–1723), preußischer Landmarschall und Landrat des Kreises Lebus
- Hans von Strantz (1739–1815), preußischer Generalmajor, Ritter des Pour le Mérite
- Friedrich Ferdinand von Strantz (1741–1793), preußischer Offizier, Ritter des Pour le Mérite
- Carl Friedrich Ferdinand von Strantz (1774–1852), preußischer Oberstleutnant, Ritter des Pour le Mérite
- Ludwig von Strantz (1780–1856), preußischer Generalleutnant
- Georg von Strantz (1781–1810), preußischer Offizier, Ritter des Pour le Mérite
- Karl von Strantz (General, 1783) (1783–1865), preußischer Generalleutnant
- Karl von Strantz (General, 1820) (1820–1895), preußischer Generalleutnant
- Gustav Adolf von Strantz (1784–1865), preußischer Generalleutnant, Kommandant der Festung Neisse
- Ferdinand von Strantz (1821–1909), Opernregisseur, Direktor der Königlichen Hofoper zu Berlin
- Gustav von Strantz (1823–1908), preußischer Generalmajor, Kommandant von Swinemünde
- Friedrich von Strantz (General, 1829) (1829–1897), preußischer Generalleutnant
- Friedrich von Strantz (General, 1832) (1832–1909), preußischer Generalleutnant
- Feodor von Strantz (1842–1927), preußischer Generalmajor
- August von Strantz (1851–1927), stellvertretender Oberpräsident der Provinz Pommern
- Hermann von Strantz (1853–1936), preußischer General der Infanterie, Ritter des Pour le Mérite
- Paul von Strantz (1859–1928), preußischer Generalmajor
- Kurt von Strantz (1861–1908), Kaiserlicher Bezirkshauptmann in Daressalam
- Job Ferdinand von Strantz (1937–2012), Rechtsanwalt, Generalbevollmächtigter der Generalverwaltung des vormals Regierenden Preußischen Königshauses